# 1935年のスポーツ

## できごと
- 2月14日 - 東京巨人軍、初の渡米出発
- 3月8日 - ハンドボールの最初の国際試合、スウェーデン対デンマーク戦開催
- 3月22日 - ベルリンで世界最初のスポーツ・テレビ定時放送開始
- 5月24日 - 大相撲の武蔵山武、横綱免許
- 12月10日 - 大阪野球倶楽部創立

## 総合競技大会
- 第4回国際学生冬季競技大会（スイス・サンモリッツ・2月4日～10日）
- 第7回国際学生競技大会（ハンガリー・ブダペスト・8月10日～18日）
- 第4回国際ろう者競技大会（イギリス・ロンドン・8月18日～24日）

- 第8回明治神宮体育大会（夏季 - 10月4日～6日、秋季 - 10月29日～11月4日）

## アイスホッケー
- スタンレーカップ決勝（1934-1935シーズン）
モントリオール・マルーンズ （3勝0敗） トロント・メープルリーフス

## アメリカンフットボール
- NFLチャンピオンシップゲーム（12月15日）
デトロイト・ライオンズ（西地区） 26-7 ニューヨーク・ジャイアンツ（東地区）

## 大相撲
幕内最高優勝
- 春（1月11日初日、両国国技館）:東横綱 玉錦三右衛門（10勝1敗）
- 夏（5月10日初日、両国国技館）:東横綱 玉錦三右衛門（10勝1敗）

十両優勝
- 春:笠置山勝一（11戦全勝）
- 夏:綾錦久五郎（10勝1敗）

できごと
- 夏場所後、大関武蔵山武が横綱に推挙され、玉錦のひとり横綱が解消された。

## ゴルフ

### 世界4大大会（男子）
- マスターズ優勝者：ジーン・サラゼン（アメリカ）
- 全米オープン優勝者：サム・パークス・ジュニア（アメリカ）
- 全英オープン優勝者：アルフ・ペリー（イギリス）
- 全米プロゴルフ優勝者：ジョニー・レボルタ（アメリカ）

## 自転車競技

### ロードレース
- 第23回ジロ・デ・イタリア
総合優勝：バスコ・ベルガマスキ（イタリア）
- 第29回ツール・ド・フランス
総合優勝：ロマン・マエス（ベルギー）

## テニス

### グランドスラム
- 全豪選手権　男子単優勝：ジャック・クロフォード（オーストラリア）、女子単優勝：ドロシー・ラウンド（イギリス）
- 全仏選手権　男子単優勝：フレッド・ペリー（イギリス）、女子単優勝：ヒルデ・スパーリング（ドイツ）
- ウィンブルドン　男子単優勝：フレッド・ペリー（イギリス）、女子単優勝：ヘレン・ウィルス・ムーディ（アメリカ）
- 全米選手権　男子単優勝：ウィルマー・アリソン（アメリカ）、女子単優勝：ヘレン・ジェイコブス（アメリカ）

ウィンブルドン女子シングルス優勝者のヘレン・ウィルス・ムーディが当時の歴代最多優勝記録「7勝」に並び、AP通信社の「最優秀女子選手」に選ばれた。

## 野球

### 日本

#### 東京大学野球
- 年間2シーズン制復活。
  - 春 - 早法の優勝決定戦により、法大が優勝。
  - 秋 - 早大が7勝2敗1分で優勝。

#### 高専野球
- 4月26日 - 四帝国大学野球部連盟（高専野球大会の主催団体）解散。
- 5月31日 - 全国高等学校野球連盟結成。
- 第1回全国高等学校野球大会決勝（神宮球場・7月22日）
優勝：第二高校　準優勝：広島高校

#### 中等野球
- 第12回選抜中等学校野球大会決勝（阪神甲子園球場・4月7日）
岐阜商業（岐阜県） 5-4 広陵中学（広島県）
- 第21回全国中等学校優勝野球大会決勝（阪神甲子園球場・8月20日）
松山商業（愛媛県） 6-1 育英商業（兵庫県）

### アメリカ大リーグ
- ワールドシリーズ
デトロイト・タイガース（ア・リーグ） （4勝2敗） シカゴ・カブス（ナ・リーグ）

## レスリング
- 第1回レスリング早慶戦を開催（4月）[1]

## 誕生
- 2月12日 - 豊田泰光（茨城県、野球、+2016年）
- 2月14日 - ミッキー・ライト（アメリカ、ゴルフ）
- 2月24日 - 田中利明（北海道、卓球、+1998年）
- 3月1日 - ヨラ・ラミレス（メキシコ、テニス）
- 3月30日 - 原貢（佐賀県、野球、+2014年）
- 4月8日 - 梶本隆夫（岐阜県、野球、+2006年）
- 4月29日 - 仰木彬（福岡県、野球、+2005年）
- 6月10日 - 小玉明利（兵庫県、野球）
- 6月29日 - 野村克也（京都府、野球）
- 7月3日 - 皆川睦雄（山形県、野球、+2005年）
- 8月31日 - フランク・ロビンソン（アメリカ、野球）
- 9月17日 - 杉浦忠（愛知県、野球、+2001年）
- 10月14日 - 池田三男（北海道、レスリング、+2002年）
- 11月1日 - ゲーリー・プレーヤー（南アフリカ、ゴルフ）
- 11月9日 - ボブ・ギブソン（アメリカ、野球）
- 11月17日 - トニー・ザイラー（オーストリア、アルペンスキー、+2009年）
- 12月5日 - 土橋正幸（東京都、野球、+2013年）
- 12月11日 - 安田矩明[2]（台湾/鳥取県、陸上競技、+2004年）
- 12月30日 - サンディー・コーファックス（アメリカ、野球）

## 死去
- 1月10日 - エドウィン・フラック（オーストラリア、陸上競技、*1873年）
- 5月1日 - アンリ・ペリシエ（フランス、自転車選手、*1889年）
- 10月26日 - 山下義韶（神奈川県、柔道、*1865年）